# 1466 az irodalomban
Az 1466. év az irodalomban.

## Születések

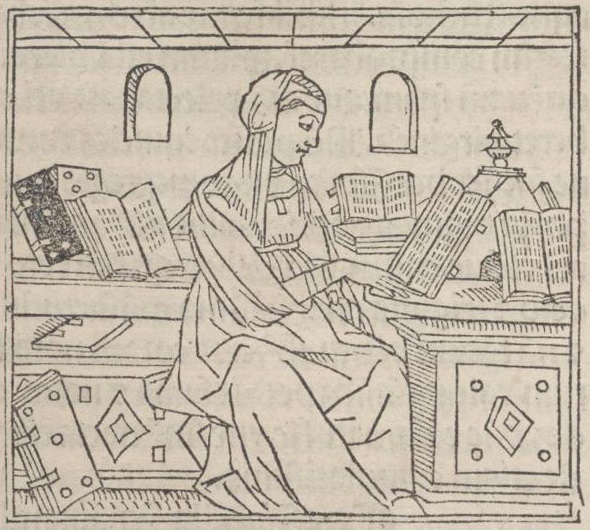
Isotta Nogarola

- október 27. – Rotterdami Erasmus kiemelkedő németalföldi humanista tudós, filozófus, teológus; többek között A balgaság dicsérete szerzője († 1536)
- 1466 – Jean d’Auton francia krónikás, bencés szerzetes, költő († 1528)

## Halálozások
- 1466 – Isotta Nogarola olasz humanista írónő (* 1418)